# Port lotniczy Waspam
Port lotniczy Waspam (ang. Waspam Airport, IATA: WSP, ICAO: MNWP) – port lotniczy zlokalizowany m mieście Waspam, w Nikaragui.

## Linie lotnicze i połączenia
- Atlantic Airlines (Bluefields, Managua)
- La Costeña (Bluefields, Managua)